# Leucostoma abbreviatum
Leucostoma abbreviatum är en tvåvingeart som beskrevs av Herting 1971. Leucostoma abbreviatum ingår i släktet Leucostoma och familjen parasitflugor. Inga underarter finns listade i Catalogue of Life.